# Хромцово (Свердловская область)
Хромцово — село в Белоярском районе Свердловской области России. Входит в Белоярский муниципальный округ.
Ранее Хромцово входило в состав Совхозного сельсовета Белоярского района.

## География
Хромцово расположено на левом берегу реки Камышенки, в 18 километрах к юго-юго-востоку от посёлка Белоярского.

### Часовой пояс
Хромцово, как и вся Свердловская область, находится в часовой зоне МСК+2. Смещение применяемого времени относительно UTC составляет +5:00.

## Население
| 2002 | 2010 | 2021 |
| ---- | ---- | ---- |
| 359  | ↘284 | ↘176 |

## Инфраструктура
В селе шесть улиц: Гагарина, Калинина, Ленина, Набережная, Народной воли и Угор; одно садоводческое некоммерческое товарищество — «Хромцовский сад».